# Cinderella (película de 2015)
Cinderella (Cenicienta en España y La Cenicienta en Hispanoamérica) es una película de fantasía musical estadounidense-británica de 2015 basada en el cuento de hadas La Cenicienta de Charles Perrault, e inspirada en la película animada de 1950. Se estrenó el 13 de marzo de 2015 en Estados Unidos y el 27 de marzo de 2015 en España. Está dirigida por Kenneth Branagh y cuenta con un puntaje de 6,9 en IMDb. Además, ocupa el puesto número 12 en la lista de largometrajes con mayor recaudación en España con un total de 7.920.192 € hasta el 2015. La protagoniza Cate Blanchett como Lady Tremaine, la malvada madrastra de Cenicienta, Holliday Grainger y Sophie McShera como Anastasia y Drisella (las dos malvadas hermanastras de Cenicienta), Derek Jacobi como el rey (el padre de Kit, el príncipe encantador), Ben Chaplin como el padre de Cenicienta, Hayley Atwell como la madre de Cenicienta, Richard Madden como el príncipe encantador (que en esta película es llamado Kit), Helena Bonham Carter como la icónica y divertida hada madrina de Cenicienta y presentando a Lily James en el papel principal de Cenicienta. La película cuenta tanto con críticas negativas como la de Luis Martínez, que la clasifica como "endomingada, cursi y simple" y positivas como la de Claudia Puig, que la clasifica como una película "arrebatadora". Su doblaje en castellano fue realizado por SDI MEDIA bajo la dirección de Juan Logar.

## Argumento
Ella (Lily James) vive con su padre (Ben Chaplin) y su madre (Hayley Atwell) en una hermosa finca en un reino pacífico. Desde muy joven es enseñada por su madre a creer en la existencia de la magia y la convence para tener un buen corazón como escudo a las crueldades del mundo. Todo es perfecto hasta que su madre contrae una enfermedad y muere. En su lecho de muerte, Ella le promete a su madre que siempre será valiente y bondadosa. Años más tarde, cuando Ella es más grande, su padre se casa por segunda vez con Lady Tremaine (Cate Blanchett), la viuda de Lord Sir Francis Tremaine, un fallecido amigo de su padre, que tiene dos hijas: Drisella (Sophie McShera) y Anastasia (Holliday Grainger). Ella da la bienvenida a su madrastra y a sus dos hermanastras,  a pesar de las actitudes desagradables y su necesidad de proteger a sus amigos, los ratones, de Lucifer, el gato loco de su madrastra.
Poco después, el padre de Ella va al extranjero por negocios, prometiendo a sus dos hijastras regalos de lujo. Su propia hija Ella solo pide la primera rama que roce por su hombro en el camino. Una vez que él se ha ido, Lady Tremaine comienza a revelar su verdadera naturaleza cruel y celosa, persuadiendo a Ella a dormir en el ático y dejar que sus dos hijas se apoderen de su cuarto. Pronto reciben la noticia de que el padre de Ella ha caído enfermo de regreso del viaje y murió. Desesperada por dinero, Lady Tremaine despide a los sirvientes y obliga a Ella a hacer todo el duro trabajo de la casa; más tarde su madrastra  se niega a dejar que su hijastra coma con ella y con sus dos hijas. Durante las noches frías, Ella duerme junto a la chimenea para calentarse. Al día siguiente, se levanta con su rostro cubierto de cenizas. Sus dos hermanastras en consecuencia le dan a Ella el apodo de "Cenicienta" (Unión de "Ceniza" y "Sirvienta"), burla a la que Lady Tremaine se une.
Aplastada por la crueldad de su familia política, Ella va a dar un paseo en el bosque, donde se encuentra con una partida de caza. Se encuentra con uno de los cazadores, que dice ser un aprendiz llamado Kit (Richard Madden) que vive en el palacio. Desconocido para ella, él es en realidad el príncipe del reino, el único hijo del rey moribundo. A pesar de nunca saber su nombre, Kit (un apodo que le dio su propio padre, el rey) está fascinado con el encanto, amabilidad, y la perspectiva única de Ella en la vida y se enamora de ella. Al enterarse de que le queda poco tiempo, el Rey insiste en que su hijo, el príncipe Kit, encuentre esposa. Aunque el príncipe Kit no puede desposarse por amor, sino por el bien del reino, no puede superar la chica misteriosa, y convence a su padre, el rey, para que todas las doncellas del reino puedan asistir al baile real.
Cuando se anunció la fiesta del baile del príncipe Kit, la familia Tremaine está en éxtasis ante la perspectiva de casarse con la realeza. Sin embargo, cuando Lady Tremaine se niega a comprar un vestido nuevo a su hijastra, Ella arregla un viejo y bonito vestido rosa de su fallecida madre con la ayuda de los ratones. En la noche del baile, Ella intenta reunirse con su madrastra y sus dos hermanastras  en la salida. Lady Tremaine no quiere que asocien a su hijastra "Cenicienta" con sus dos hijas y las incita para, junto con ella misma, rasgar y destrozar el vestido de la madre de Ella antes de irse. Ella está en el jardín llorando, donde se encuentra con una vieja anciana mendiga, que se revela a sí misma como su hada madrina. La vieja anciana mendiga usa la magia de su varita mágica  para convertir una calabaza en una magnífica carroza , cuatro ratones en caballos, dos lagartos en lacayos, y un ganso en un cochero. Luego transforma con la magia el vestido destrozado de Ella en un precioso vestido azul de princesa, con un delicado par de zapatillas de cristal antes de enviarla en dirección al baile del castillo con la advertencia de que el hechizo solo dura hasta la última campanada de medianoche.
En el baile, toda la corte se ve deslumbrada ante Ella, especialmente el príncipe Kit. Ella gana el codiciado primer baile con él.  Esto irrita al Gran Duque, que en secreto prometió al príncipe Kit a la Princesa Chelina de Zaragoza, un secreto que Lady Tremaine escucha. Después de bailar, Ella y el príncipe Kit recorren el palacio y los jardines juntos. Pero antes de que el príncipe Kit pueda averiguar el nombre de Ella, el reloj comienza a sonar las doce, obligándola a huir y a que accidentalmente se le caiga uno de los zapatos de cristal en las escaleras del palacio. Ella logra escapar antes de la medianoche y esconde el otro zapato de cristal en su habitación como un recuerdo hermoso.
Poco después, el rey muere, pero no antes de dar su permiso a su hijo, el príncipe Kit, a encontrar a la chica y casarse con ella si quiere. Después de que el príncipe Kit se convierte en rey, anunció que toda chica en el reino puede probarse el zapato. Ella va a su habitación para conseguir el zapato de cristal, con la desagradable sorpresa de encontrar a su madrastra, esperándola con el zapato de cristal en la mano. Lady Tremaine, había deducido que su hijastra Ella es la doncella y princesa misteriosa del baile, así que le exige nombrarla Jefa de la casa real, si se casa con el Rey Kit y también exige que sus dos hijas Drisella y Anastasia consigan dos ricos esposos y apropiados también. Ella se niega, por lo que su madrastra rompe la zapatilla de cristal en mil pedazos y la encierra con la llave en el ático. Lady Tremaine recoge los restos de la zapatilla de cristal y revela que la identidad de la princesa misteriosa es su propia hijastra Cenicienta, la sirvienta de su casa, al Gran Duque y lo chantajea para que sea nombrada condesa y para que sus dos hijas tengan matrimonios con dos ricos esposos. El duque le da el zapato de cristal roto al Rey Kit, con la esperanza de persuadirlo para que se olvide de la princesa misteriosa, pero esto hace que el Rey Kit más decidido que nunca quiera encontrarla.

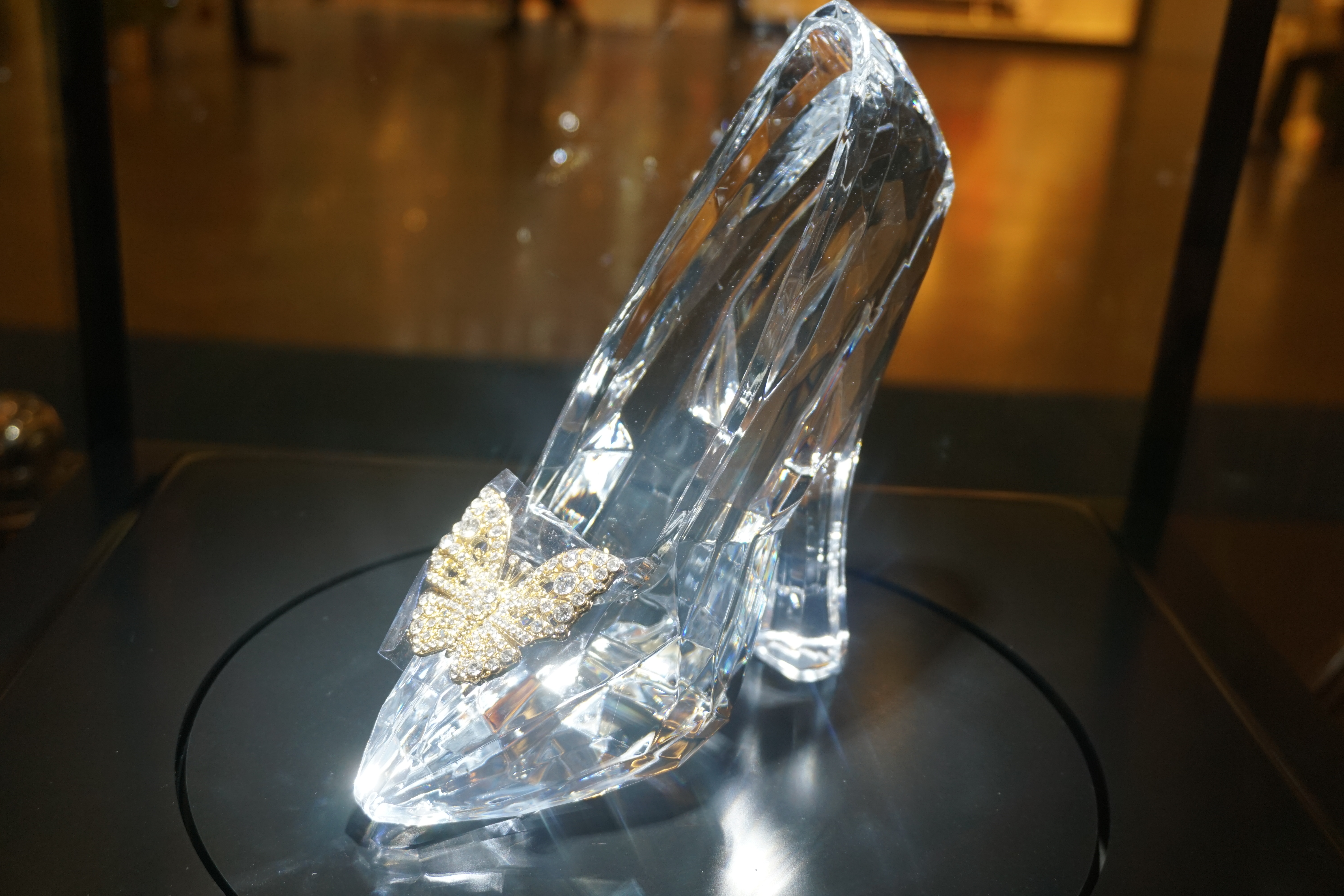
El zapato de cristal de Ella, la Cenicienta.

El Gran Duque y el capitán de los guardias llevan una misión para probar el zapato restante en todas las doncellas de la tierra, pero no encaja en ninguna de ellas. Cuando llegan a la finca de Lady Tremaine, el zapato de cristal no encaja en ninguna de las dos hermanastras de Cenicienta, Drisella y Anastasia. Los funcionarios vuelven a salir, solo para escuchar. Ella canta ("Lavanda Azul") a través de una ventana que los ratones habían abierto. El Gran Duque intenta salir de todos modos, pero uno de los hombres revela ser el Rey Kit disfrazado y exige al capitán investigar el sonido. Una vez que encuentran a Ella, Lady Tremaine le prohíbe a Ella probarse el zapato de cristal con el falso argumento de que es la madre de Ella, pero es rechazada por el capitán. Ella y el Rey Kit se reúnen por fin. El Rey Kit reconoce Ella incluso sin el zapato de cristal, que encaja perfectamente en su pie. El Gran Duque y las dos hermanastras de Ella, Drisella y Anastasia, les suplican perdón al Rey Kit y también a Ella. Ella se va con el Rey Kit con la zapatilla de cristal, después de perdonar a su malvada madrastra, Lady Tremaine y también a sus hermanastras, quienes son expulsadas del reino junto con el Gran Duque incluido.
En la boda, el Rey Kit y Ella se coronan como el nuevo rey y la nueva reina. El Hada Madrina narra que se convirtieron en los más queridos soberanos de la tierra y del reino, gobernando con valentía y bondad, tal como Ella había prometido a su madre, y viven felices para siempre.

## Reparto
- Lily James como Ella (Cenicienta).
- Richard Madden como El Príncipe Kit.
- Cate Blanchett como Lady Tremaine, la malvada madrastra de Cenicienta.
- Helena Bonham Carter como el Hada Madrina de Cenicienta.
- Holliday Grainger como Anastasia Tremaine
- Sophie McShera como Drisella Tremaine
- Stellan Skarsgård como el Gran Duque.
- Nonso Anozie como el Capitán.
- Derek Jacobi como el Rey.
- Jana Pérez como la Princesa Chelina.
- Hayley Atwell como la madre de Cenicienta.
- Ben Chaplin como el padre de Cenicienta.

## Producción

### Desarrollo
En mayo de 2010, tras el éxito de taquilla de Alicia en el país de las maravillas de Tim Burton, que fue la segunda película más taquillera del 2010 y recaudó más de mil millones de dólares en taquilla en todo el mundo, Walt Disney Pictures comenzó a desarrollar una nueva adaptación cinematográfica de Cenicienta, encargar una reinvención en acción en vivo basada en un guion de Aline Brosh McKenna y producida por Simon Kinberg. En agosto de 2011, Mark Romanek fue contratado para dirigir la película. El 29 de febrero de 2012, se anunció que Chris Weitz revisaría el guion de McKenna. En enero de 2013, Romanek abandonó el proyecto por diferencias creativas, ya que estaba desarrollando una versión más oscura de lo que quería Disney. Más tarde ese mes, Disney negoció con Kenneth Branagh para asumir el cargo de director.
Cate Blanchett fue la primera actriz en firmar, cuando se anunció en noviembre de 2012 que interpretaría a Lady Tremaine, la malvada madrastra de Cenicienta. En marzo de 2013, Emma Watson estaba en conversaciones para interpretar a Cenicienta, pero no se pudo llegar a un acuerdo. Watson pasó a interpretar a Bella en la película de Disney de 2017 La bella y la bestia. Gabriella Wilde, Saoirse Ronan, Alicia Vikander, Bella Heathcote y Margot Robbie también fueron consideradas para el papel, pero los tratos no pudieron concretarse debido a su agenda y otros conflictos.
El 30 de abril de 2013, Lily James fue elegida como el personaje principal. Una semana más tarde, Richard Madden fue elegido como el Príncipe Encantador, quien se llamaría Kit en la película. En junio de 2013, se informó que Holliday Grainger y Sophie McShera se unieron a la película como las dos malvadas hermanastras de Cenicienta, Anastasia y Drisella, respectivamente. Más tarde ese mes, Helena Bonham Carter fue elegida como el Hada Madrina. En agosto de 2013, Hayley Atwell y Ben Chaplin se unieron al elenco para interpretar a la madre y al padre de Cenicienta. En septiembre de 2013, se confirmó el papel de Stellan Skarsgård como Gran Duque. El 23 de septiembre de 2013, se anunció que Derek Jacobi sería elegido como el Rey, el padre del Príncipe Kit, y Nonso Anozie como el Capitán, un amigo leal del Príncipe.
Según el presidente de producción de Walt Disney Pictures, Sean Bailey, el presidente del estudio, Alan F. Horn, deseaba que la película fuera "la Cenicienta definitiva para las generaciones venideras" y le dijo que "si necesita gastar un poco más, gástelo, para asegúrate de que sea una para la cápsula del tiempo".

### Vestuario
La diseñadora de vestuario Sandy Powell, tres veces ganadora del Oscar, estuvo a cargo del vestuario de la película. Powell comenzó a trabajar en conceptos para la apariencia de los personajes casi dos años antes de que comenzara el rodaje en el verano de 2013. Powell dijo que buscaba la apariencia de "una película de época del siglo XIX hecha en las décadas de 1940 o 1950".
Para el Hada Madrina, Powell se alejó mucho de la película animada de la década de 1950, y en su lugar le dio a la actriz Helena Bonham Carter un opulento vestido blanco, con alas de hada, mangas abullonadas y una falda muy amplia. La falda también tenía luces de batería debajo, lo que según Carter causó problemas al filmar escenas, ya que las baterías se agotaban con bastante rapidez. Para la madrastra y las hermanastras, Powell tenía una idea muy clara sobre el look; "Están destinados a ser totalmente ridículos por fuera, un poco exagerados y exagerados, y feos por dentro". La silueta del príncipe provino de la animación original, sin embargo, creó una apariencia más entallada y colores menos masculinos. Algunos de los disfraces de los príncipes se tiñeron para acentuar los ojos de Madden.
El vestido de gala se inspiró en la película animada de Disney en su color y forma; "El vestido tenía que verse hermoso cuando baila y se aleja corriendo del baile. Quería que pareciera que flotaba, como una pintura de acuarela". El vestido estaba confeccionado con más de una docena de finas capas de tela, un corsé y una enagua. Se diseñaron nueve versiones del vestido de Cenicienta, cada una con más de 270 yardas de tela y 10,000 cristales. Se necesitaron 18 sastres y 500 horas para hacer cada vestido.

## Premios
- 2015: Premios Oscar: Nominada a mejor vestuario
- 2015: Festival de Berlín: Sección oficial largometrajes (fuera de concurso)
- 2015: Satellite Awards: Nominada a mejor dirección artística y vestuario
- 2015: Critics Choice Awards: Nominada a mejor vestuario
- 2015: Premios BAFTA: Nominada a Mejor diseño de vestuario.